# Мукатиль ибн Сулейман
Абу-ль-Хасан Мука́тиль ибн Сулейма́н аль-Азди́ (араб. أبو الحسن مقاتل بن سليمان الأزدي‎; VIII век, Балх, Балх — 767, Басра) — исламский учёный-богослов и толкователь Корана.

## Биография
Его полное имя: Абуль-Хасан Мукатиль ибн Сулейман ибн Башир аль-Азди аль-Балхи аль-Хурасани. Он родился в Балхе. Жил в Мерве (совр. Туркменистан), Багдаде и Басре (совр. Ирак). Учил и проповедовал также в Мекке (совр. Саудовская Аравия), Дамаске (совр. Сирия) и Бейруте (совр. Ливан). Сыграл определённую роль в гражданской войне во время правления халифа Марвана II.
Его толкование Корана (тафсир) считается одним из самых старых тафсиров, сохранившихся в полном объёме. Ему приписывают одно из первых сочинений об «отменяющих и отмененных» аятах (насх и мансух), а также антикадаритский трактат.